# Panzeria argentifera
Panzeria argentifera là một loài ruồi trong họ Tachinidae.